# Scheldeprijs 1910
De vierde editie van de wielerwedstrijd Scheldeprijs werd gereden op 17 juli 1910. De wedstrijd begon in Deurne en eindigde 110 kilometer later in Wilrijk.
De zege ging naar de Belg Florent Luyckx.

## Uitslag
| Scheldeprijs 1910 |                    |            |
| Plaats            | Naam               | Tijd       |
| Winnaar           | Florent Luyckx     | 3u 22' 00" |
| 2                 | Jozef Bouw         | z.t.       |
| 3                 | Louis Valckenaers  | z.t.       |
| 4                 | Isidoor Mechant    | z.t.       |
| 5                 | Karel Van Buyten   | z.t.       |
| 6                 | Francois Keyaerts  | z.t.       |
| 7                 | Auguste Dierickx   | z.t.       |
| 8                 | Frans De Laet      | z.t.       |
| 9                 | Antoon De Greef    | z.t.       |
| 10                | Raymond Van Parijs | z.t.       |